# 宇進産電
宇進産電（ウジンサンジョン、우진산전）は大韓民国忠清北道槐山郡を拠点とする鉄道車両、バスメーカー。完成車両のほか、既存品の改造、日本の東芝などの技術協力で電装品製造なども行っている。

## 沿革
- 1974年4月 - 設立[3]。
- 1988年11月 - 技術研究所設立[4]。
- 2010年
  - 2月 - KTXの補助ブロック国産化[5]。
  - 10月 - スマート・モノレール開発[5]。
- 2016年12月1日 - 牛耳軽電鉄の運営子会社「牛耳新設軽電鉄運営」社を設立[6]。
- 2018年10月24日 - 議政府軽電鉄の運営子会社「宇進メトロ」（朝鮮語: 우진메트로、英語: WOOJIN METRO Co.、Ltd.）を設立[7]、2019年より仁川交通公社に代わる運営事業者となる[8]。
- 2019年 - ソウル交通公社5号線・7号線計336両を受注。この受注を皮切りに、大型車両の製造を本格的に開始した。

### 子会社
- 宇進機電[1]
- 宇進産業技術[1]
- 宇進オウサ[1]
- 牛耳新設軽電鉄運営[9]。
- 宇進メトロ

## 拠点
- 本社、第1・第2工場 - 忠清北道槐山郡[1]
- ソウル事務所 - ソウル特別市江南区[1]
- 梧倉工場 - 忠清北道清州市[1]
- アメリカ支社 - 米国カリフォルニア州アーウィンデール[1]
- 曽坪工場 - 忠清北道 曽坪郡 道安駅 隣近

## 製品

### 鉄道車両

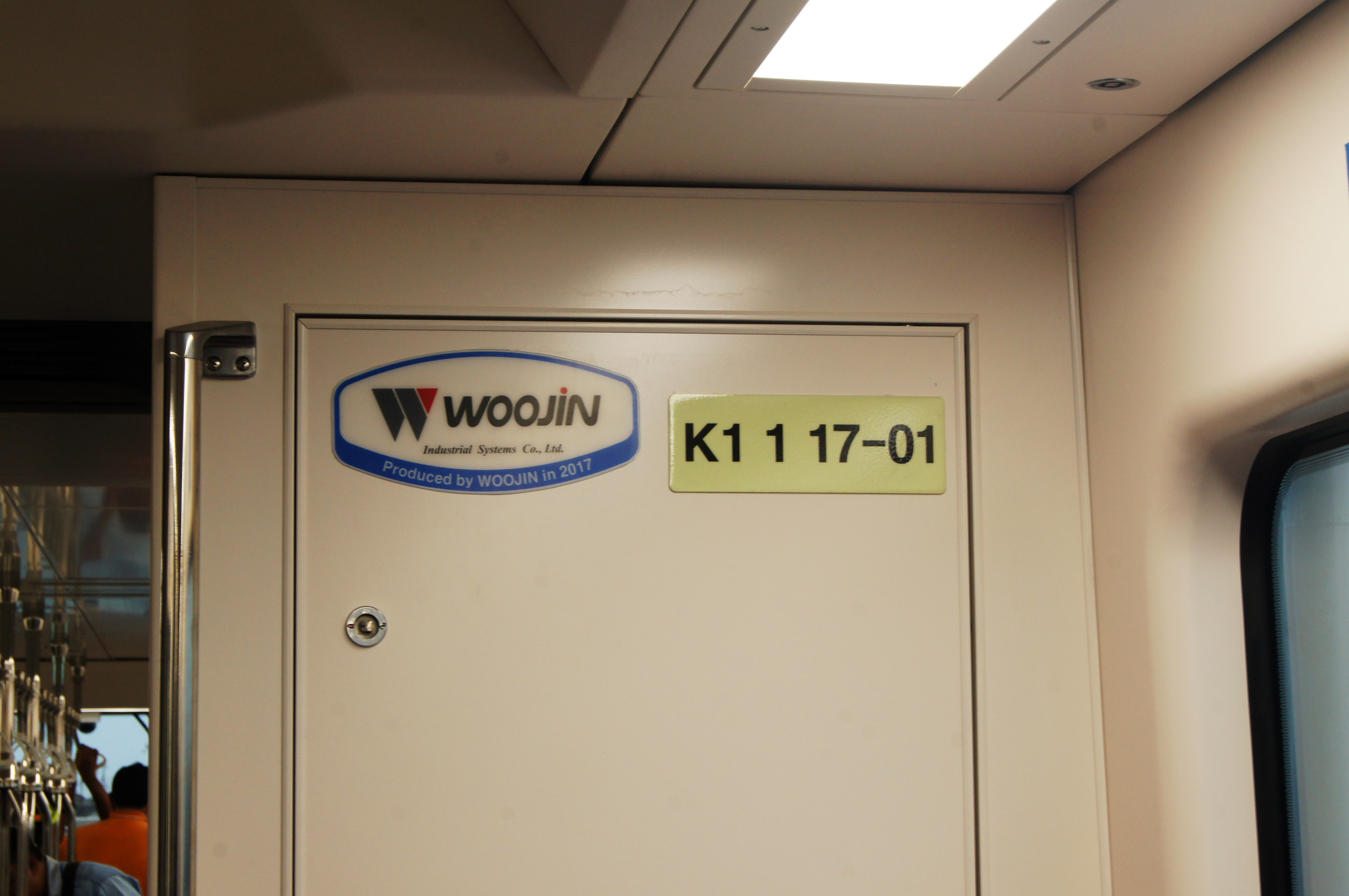
銘板

- ソウル交通公社5000系4次車、7000系4次車（共同受注）
- ソウル交通公社8000系3次車
- ソウル交通公社4000系5次車
- ソウル交通公社1000系3次車、4000系6次車、8000系2次車（共同受注）
- 釜山都市鉄道2代目1000系3 - 5次車
- 釜山都市鉄道2000系3次車
- KORAIL311000系14/15次車、3000系3次車（共同受注）
- KORAIL1号線（形式不明）、351000系10次車、381000系3次車（共同受注）

#### 新造
自動案内軌条式旅客輸送システム（K-AGT）
- 釜山交通公社4000系電車[10]
- 釜山交通公社5000系電車
- 南ソウル軽電鉄SL000系電車
- （未）光州都市鉄道2号線 - 72両[11]
- 梁山都市鉄道1号線電車

モノレール
- 大邱都市鉄道公社3000系電車（日立モノレールのノックダウン生産[12]）
- （未）太宗台観光モノレール（釜山市）[13]

気動車
- クアラナム国際空港エアポート・リンク（英語版）[14]

APM（自動案内軌条式旅客輸送システム）
- 仁川国際空港シャトルトレイン2期[15]
- スカルノ・ハッタ空港スカイトレイン[16]

他
- ジャカルタLRT（現代ロテムとの共同[17][18]）
- 仁川交通公社2号線増備車6編成12両[19]
- （未）ITX-セマウル用2次車150両[20][21]。

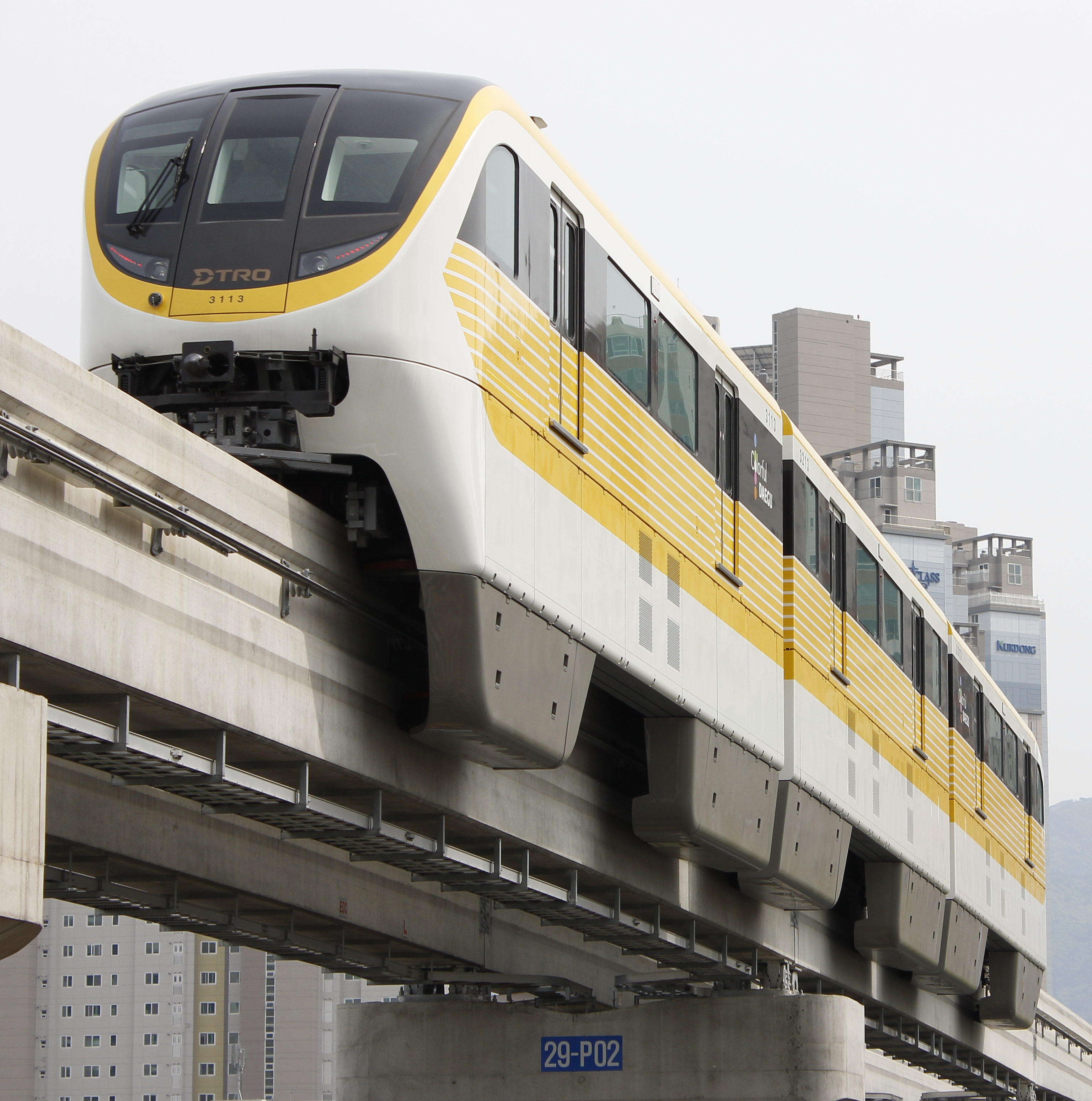
大邱3号線3000系
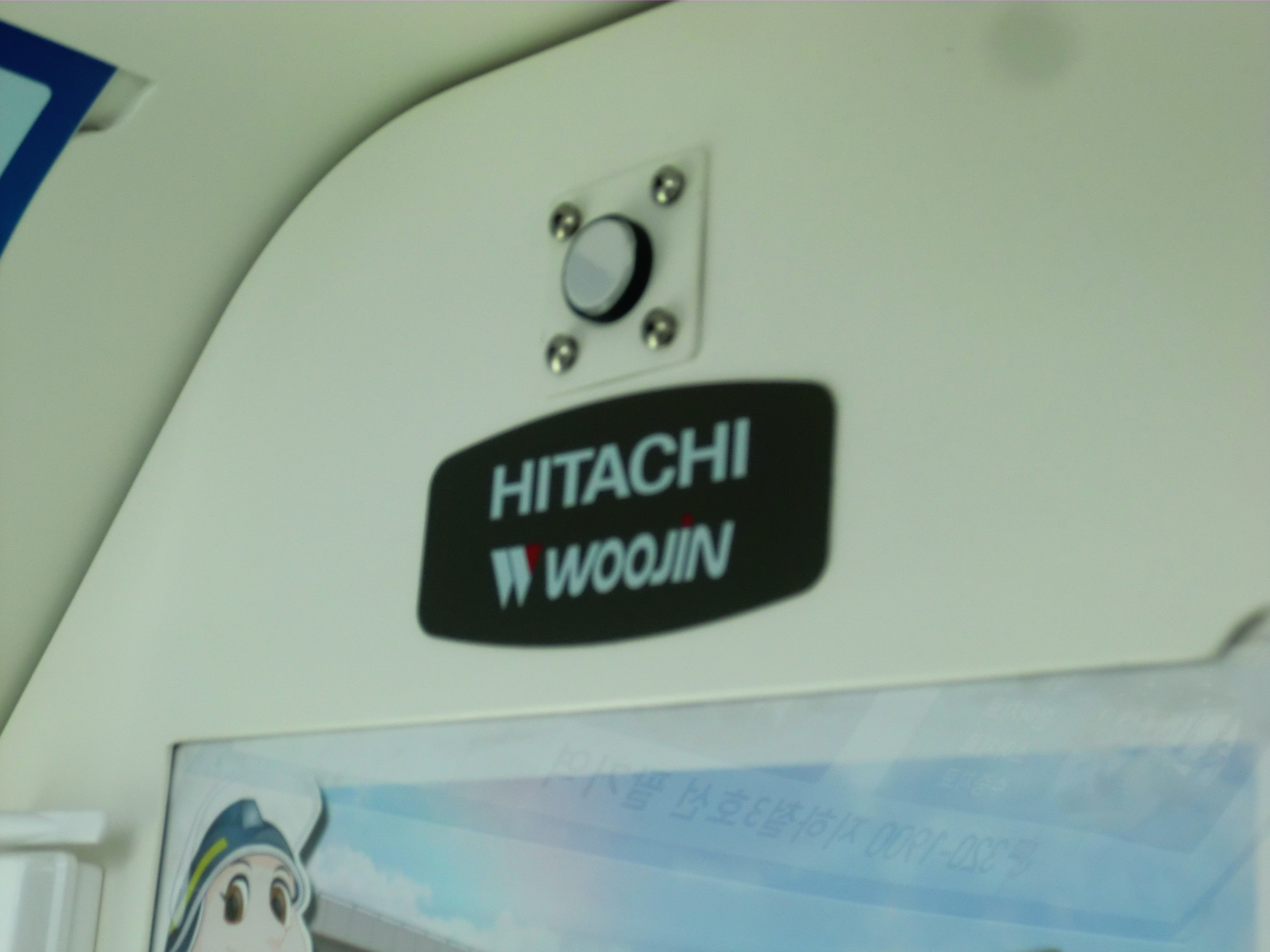
大邱3000系銘板
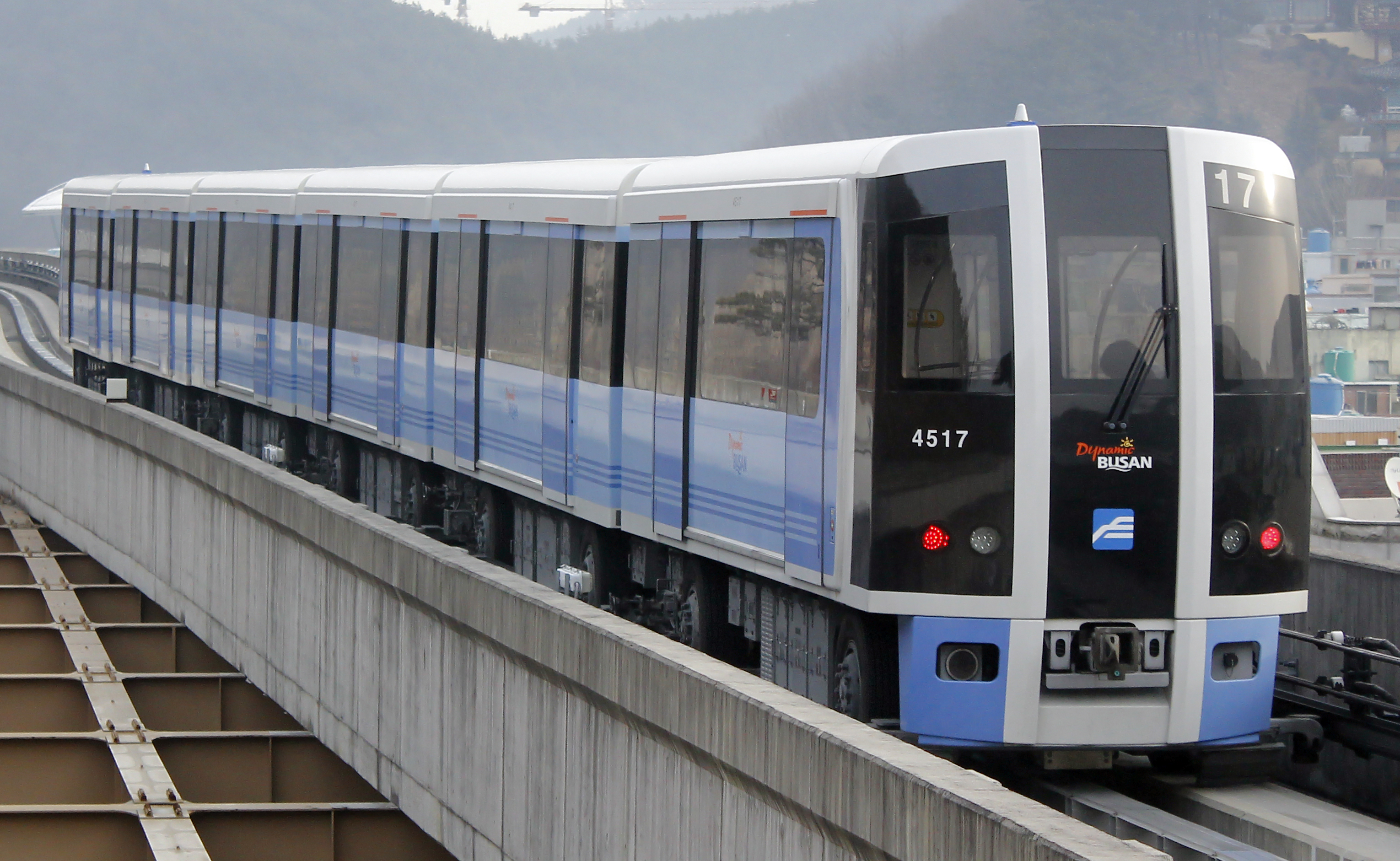
釜山4号線4000系
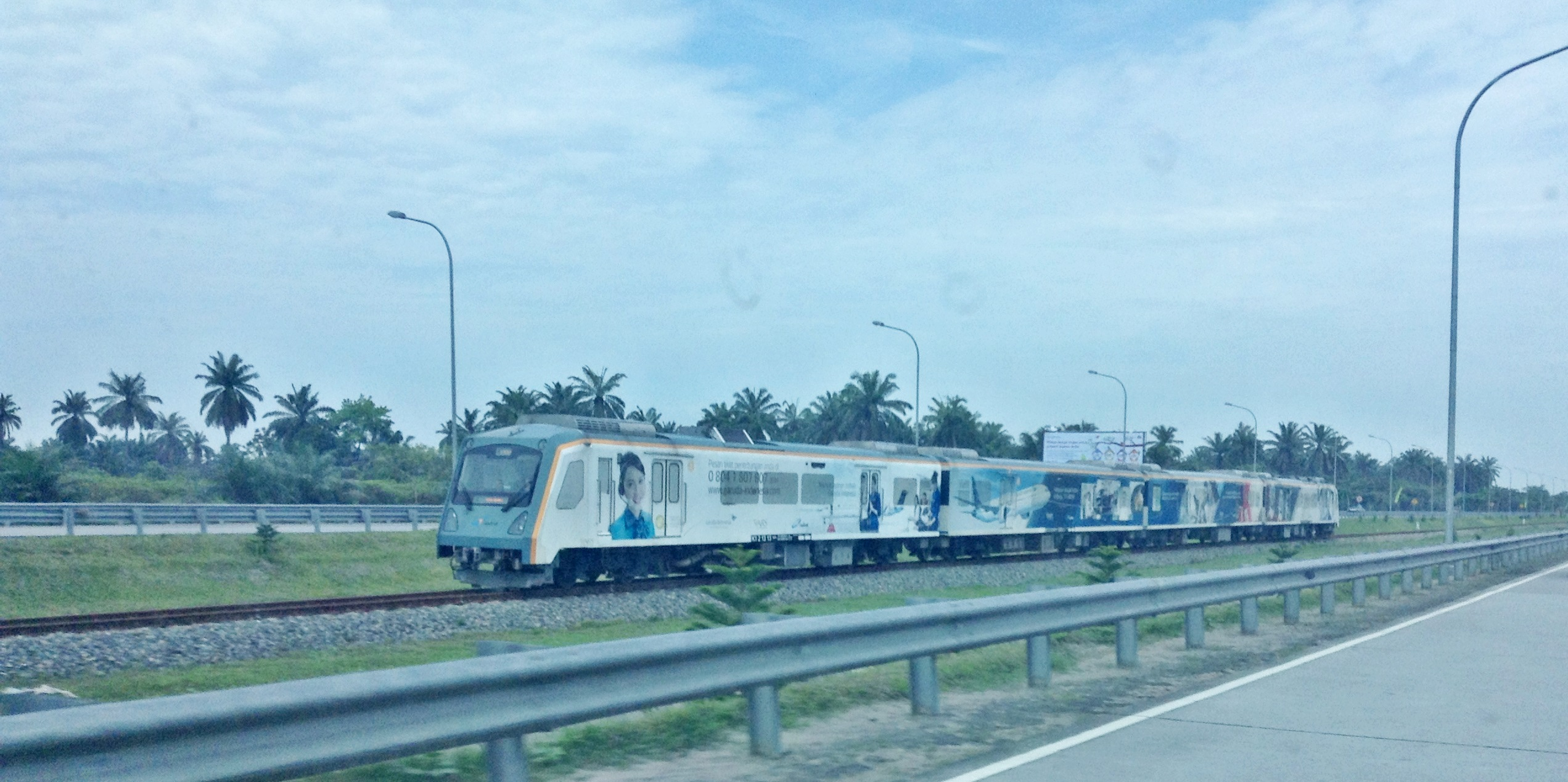
クアラナム・エアポート・リンク
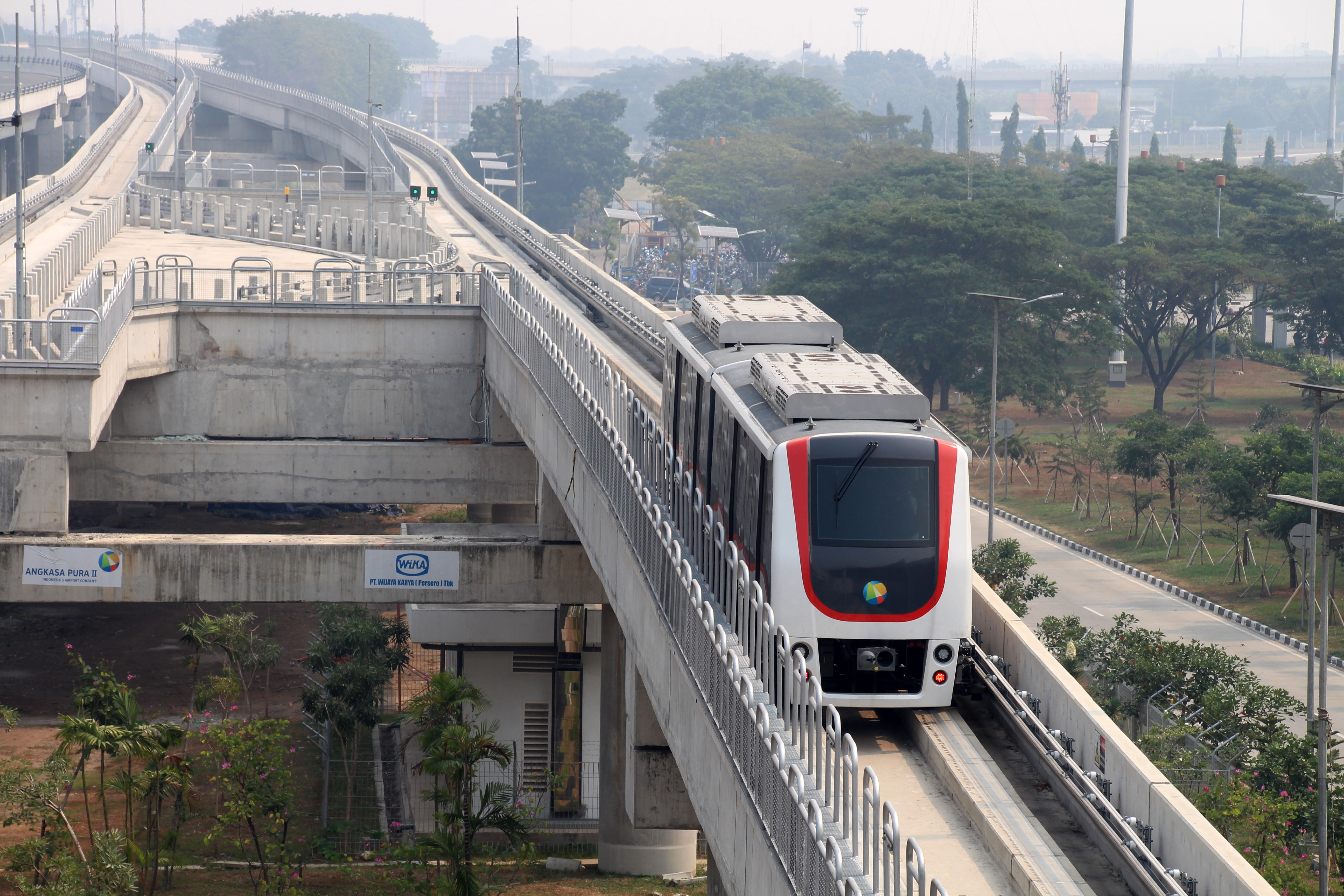
スカルノ・ハッタ空港スカイトレイン
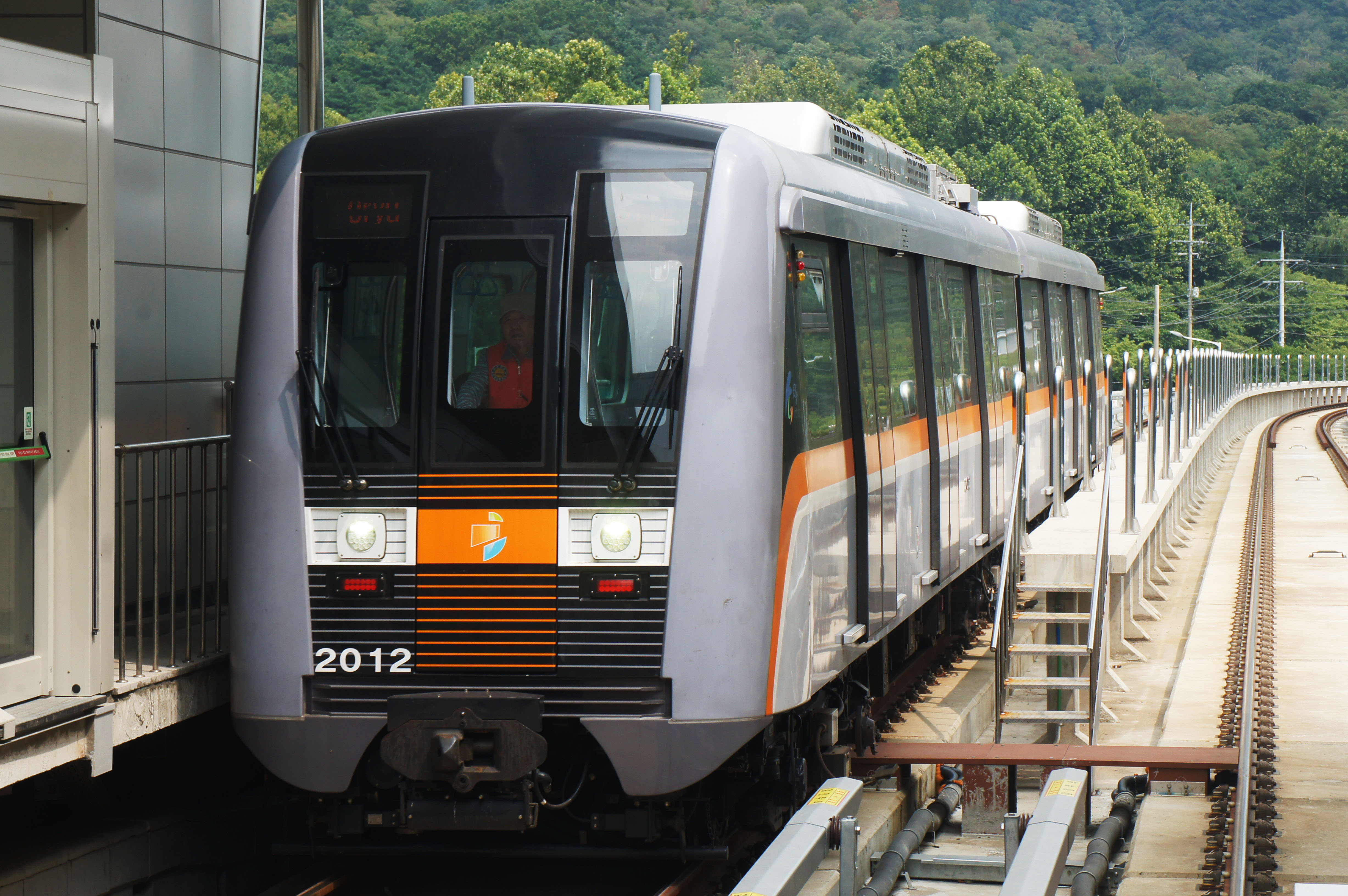
仁川2号線（画像は現代ロテムの現行車）
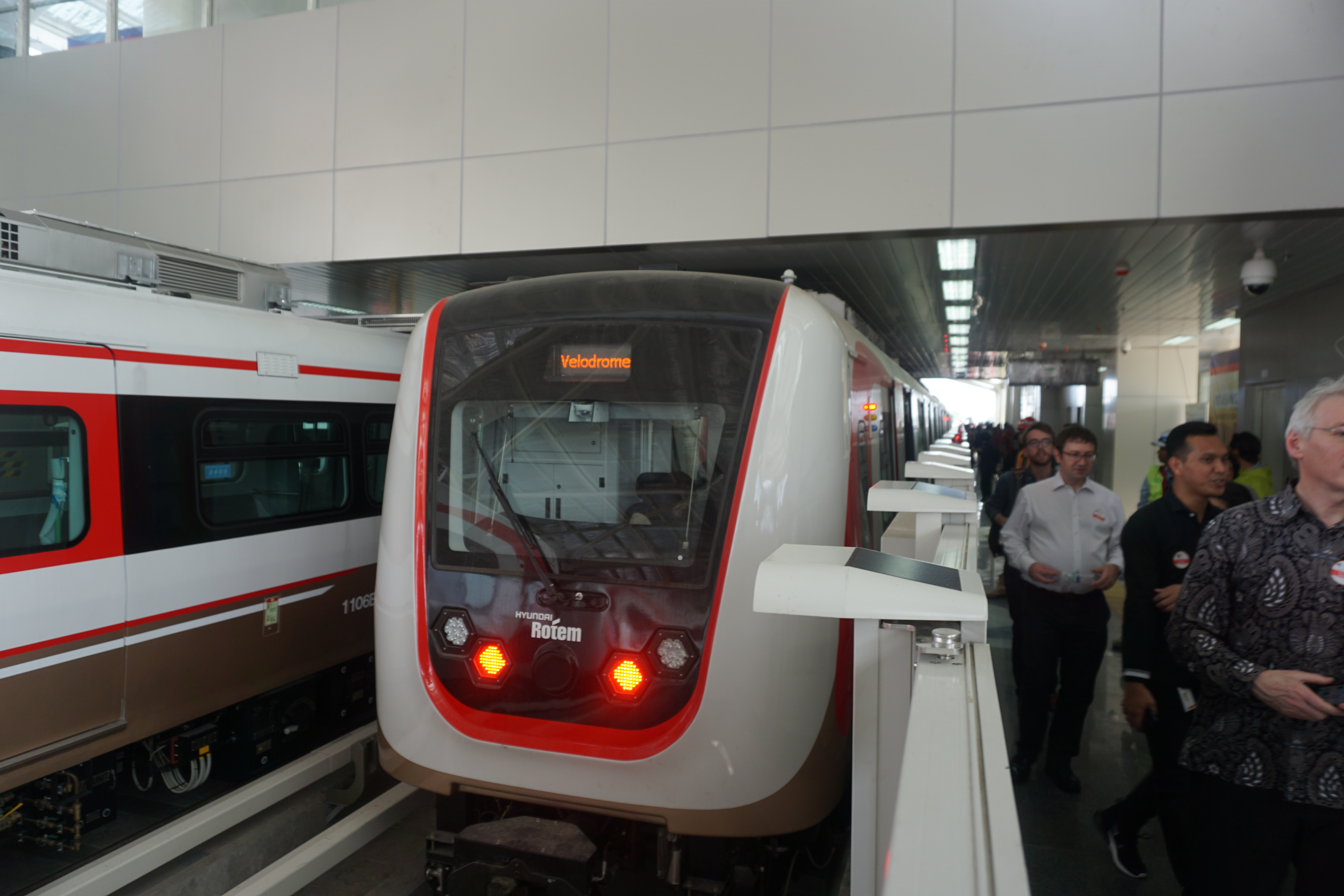
ジャカルタLRT（画像は現代ロテムの同型車）

#### 改造

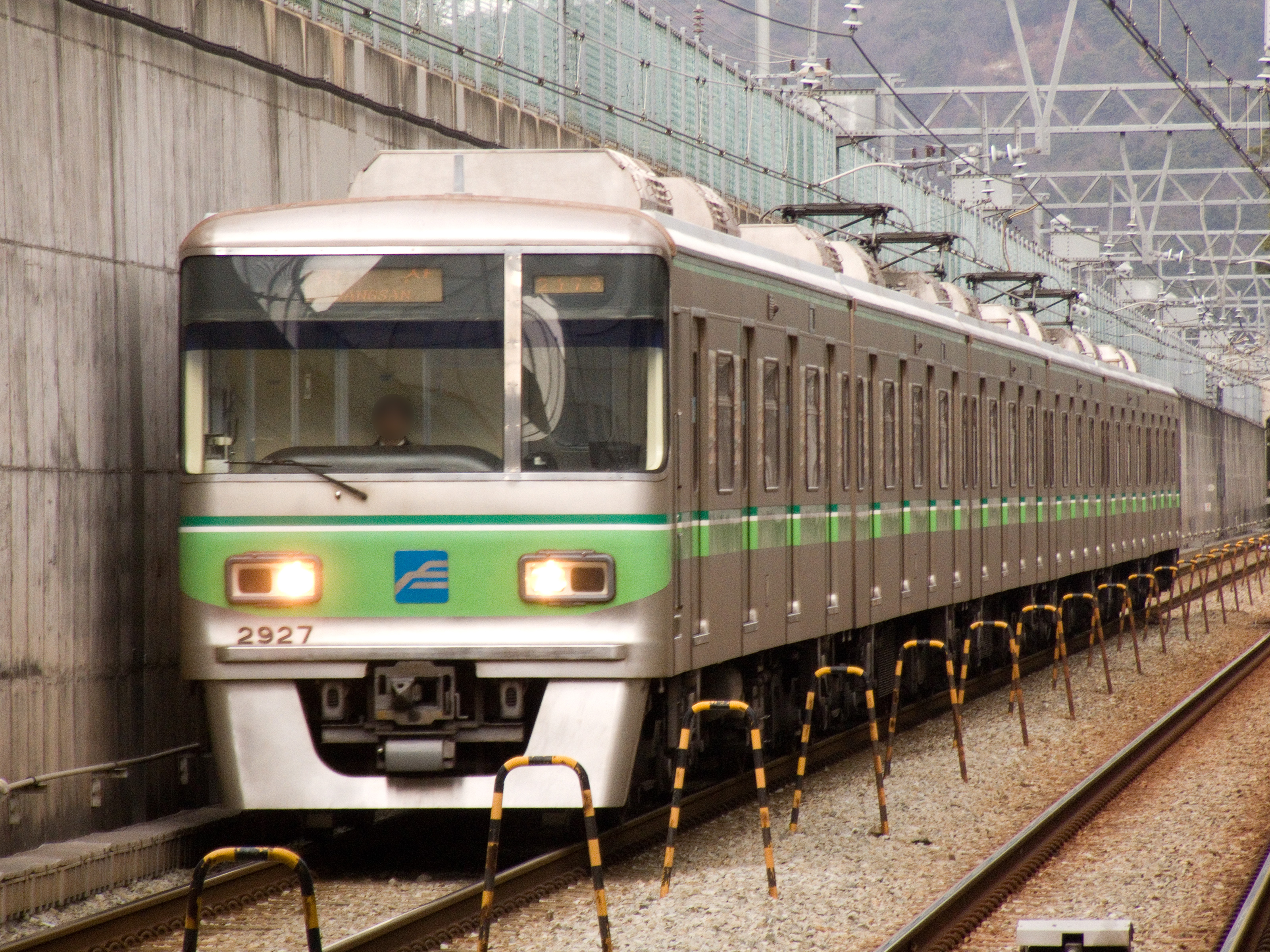
ソウル交通公社2代目4000系
- 韓国鉄道9501系気動車
- 釜山交通公社2000系
- 仁川交通公社1000系
- インドネシア鉄道公社BN-Holec電車
- マレー鉄道クラス81
- マレー鉄道クラス83
- マニラ・ライトレール2000形電車

- 釜山2号線2000系

### 電装品
東芝、三菱、日立などの製品の現地生産を多く担当、現代ロテム製への採用例が多い。特に2018年までに製造された韓国鉄道公社の通勤型車両の多くは、東芝のライセンス生産品である（COV052-A0）。また、2019年以降に登場したソウル交通公社のPMSM主回路対応IGBTインバータも、東芝との共同製造品である。
- VVVF[23]
  - GTO
  - IGBT
    - TTXなどに採用
- 補助電源装置
- 永久磁石同期電動機（PMSM）（東芝が供給し、後にライセンス生産）
  - 釜山交通公社2代目1000系、ソウル交通公社5000系4次車、7000系4次車、8000系3次車、4000系5次車に採用[24][25]。

### バス
- アポロ2000→K-TRAM
- アポロ1200
- アポロ1100
- アポロ900

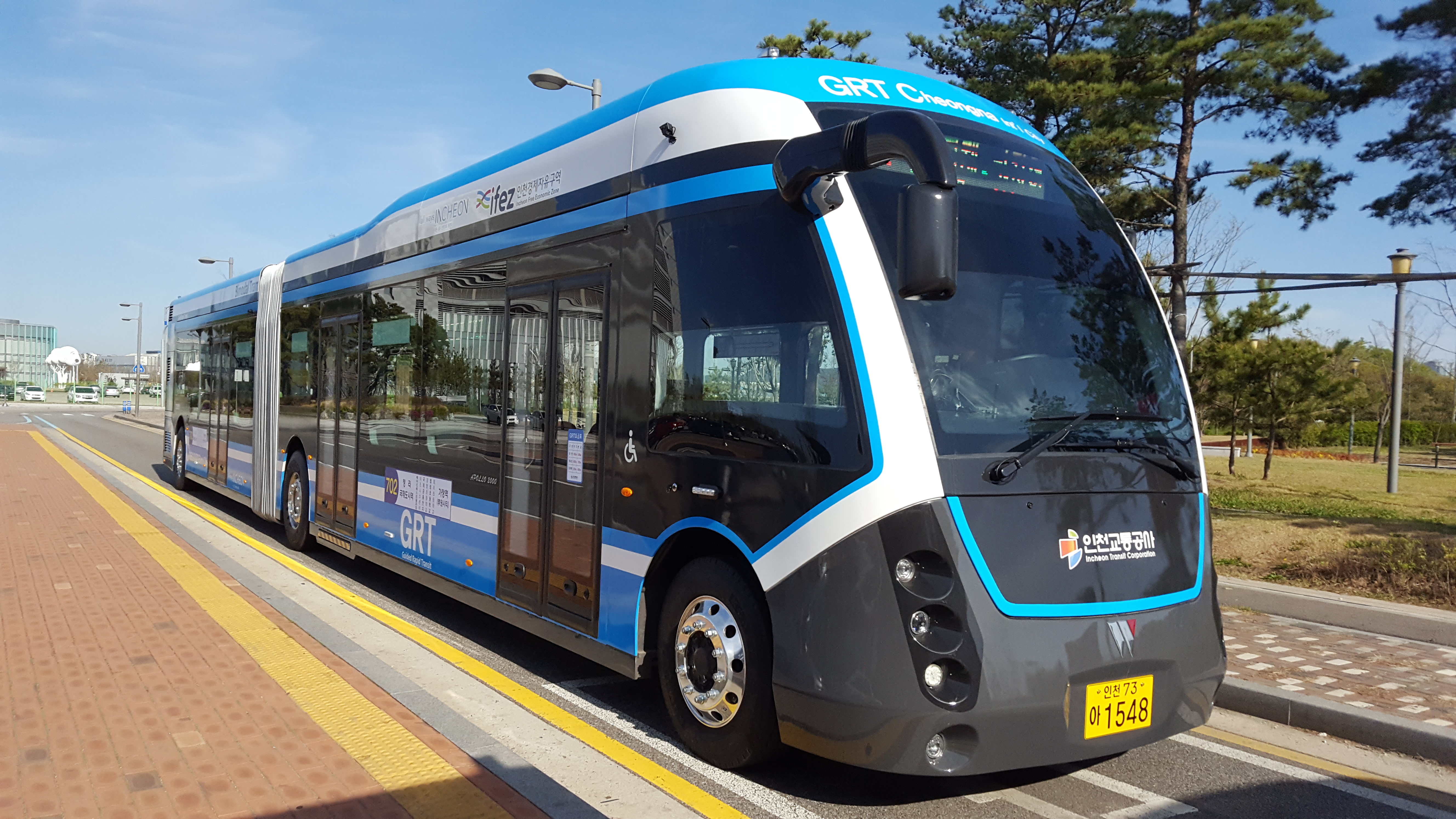
アポロ2000